# Vincenzo Petrali
Vincenzo Antonio Petrali (* 22. Januar 1830 in Crema, Provinz Cremona; † 24. November 1889 in Bergamo) war ein italienischer Komponist, Organist und Dirigent.

## Leben und Wirken
Petrali stammte aus einer hoch musikalischen Familie. Seine Mutter gehörte zu der Familie des Komponisten und Kontrabassisten Giovanni Bottesini (1821–1889) aus Cremona, während sein Vater Giuliano Petrali als Organist, Pianist und Komponist die Domkapellmeisterstelle in Crema innehatte. Der junge Vincenzo konnte nach den ersten Jahren häuslichen Musikunterrichts (Violine und Orgel) bereits als Elfjähriger seinen Vater an der Orgel vertreten und wirkte als Organist an der Chiesa dell’Ospedale und an der Kirche San Benedetto in Crema. Der Domkapellmeister von Cremona, Stefano Pavesi (1779–1850), damals vor allem als Opernkomponist bekannt, gab ihm den ersten Kompositionsunterricht. In dieser Zeit (1845) entstanden auch Petralis erste Messe und sein erstes Bühnenwerk Manfredo di Napoli (nicht erhalten). Sein Vater schickte ihn 1846 für ein Jahr an das Mailänder Konservatorium, wo er bei Antonio Angelèri (1801–1880, Klavier) und Placido Mandanici (1799–1852, Komposition) studierte. In den folgenden zwei Jahren gab er in seiner Heimatstadt Crema bereits Orgelunterricht; einer seiner Schüler war Pietro Bossi (1834–1896), der Vater des bekannten Organisten und Komponisten Marco Enrico Bossi (1861–1925).
Danach war er ab 1849 Organist am Dom von Cremona, dort ab 1852 auch Kapellmeister. Nach einem kurzen Intermezzo in seiner Heimatstadt (1853) wirkte er ab demselben Jahr als Organist an der Kirche Santa Maria Maggiore in Bergamo. Hier widmete er sich auch besonders dem Theater, wirkte als Dirigent und Instrumentalist (alle Streichinstrumente) und lernte auf Tourneen außer italienischen Theatern auch Wien und Berlin kennen. Am Teatro Sociale in Bergamo wurde zum Karneval im Februar 1854 seine zweite Oper Giorgio di Barros mit Erfolg aufgeführt (Wiederholungen in den Folgejahren in Crema und Brescia). Nach dreijähriger Tätigkeit wechselte er für drei weitere Jahre (1856–1859) nach Brescia, wo er Domkapellmeister war. Von dort aus war er auch Dirigent am Teatro Carcano in Mailand, für das er seine dritte Oper schrieb (verlorengegangen).
Es folgte eine Reise nach Sizilien 1859–1860 zur Abnahme verschiedener Orgeln, wo er aber wegen politischer Unruhen länger festgehalten war. Hier entstand das Oratorium Debora, gewidmet der Gemeinde Catania. Nach seiner Rückkehr nach Crema 1860 wirkte er hier zwölf Jahre lang als Domkapellmeister und Leiter der dortigen Banda Nazionale (städtische Blaskapelle), für die er zahlreiche Kompositionen im leichten, populären Stil schrieb und viele Stücke aus italienischen, französischen und deutschen Opern arrangierte. Ab dieser Zeit datiert auch Petralis besondere Zusammenarbeit mit der Orgelbaufirma Serassi in Bergamo und ihrem Geschäftsführer Giambattista Castelli, für dessen Handbuch Norme generali sul modo di trattare l’organo moderno (Allgemeine Regeln zum Spiel auf der modernen Orgel) Petrali praktische Notenbeispiele und kleinere Musikstücke beisteuerte. Als Weiterführung hierzu entstand anschließend das dreibändige Lehrwerk 71 Studi per l’organo moderno (71 Übungen für die moderne Orgel). Petralis vierte Oper Maria de’ Griffi kam 1864 erfolgreich in Bergamo zur Aufführung. Im Jahr 1868 heiratete er Maria Ottolini, die Tochter des Bürgermeisters von Crema; von den vier Kindern überlebten drei.
Im Jahr 1872 kehrte er gesundheitsbedingt nach Bergamo zurück und blieb dort zehn Jahre als Organist an Santa Maria Maggiore und Lehrer für Gesang, Klavier, Harmonielehre und Kontrapunkt am örtlichen Liceo Musicale. Hier entstanden viele geistliche Werke und er bewirkte die Abnahme wichtiger Orgeln. In Bergamo kam 1878 sein Pantomimenstück L’ Alloggio Militare (Die Militärunterkunft) zur Uraufführung. 1880 übernahm er zum Organistenamt auch die Stelle des Kapellmeisters an dieser Kirche nach dem Tod des Amtsvorgängers. Überschattet wurde diese Zeit vom Tod seiner Mutter, einer seiner Schwestern und seiner Ehefrau Maria (1878) innerhalb kurzer Zeit; letztere hinterließ ihm drei minderjährige Kinder.
Im Jahr 1882 folgte er einem Ruf des neu gegründeten Liceo Musicale Rossini in Pesaro, wo er bis zum Sommer 1889 die Fächer Orgel, Klavier, Harmonielehre und Generalbass unterrichtete. 1886 kam noch das Fach Banda-Instrumentation hinzu. In dieser Zeit entstanden auch seine späten, überwiegend liturgisch geprägten Orgelwerke. Infolge einer Leber-Erkrankung, die gegen Ende 1888 bemerkbar wurde, beendete er 1889 seine Lehrtätigkeit in Pesaro und kehrte nach Bergamo zurück, wo er am 24. November im Alter von 59 Jahren starb.

## Bedeutung
Zu Lebzeiten und längere Zeit danach galt Petrali als überragender Virtuose auf der Orgel und als unerreichter Improvisator auf diesem Instrument. Darüber hinaus war er als Pianist und auch als Spieler von Streichinstrumenten sehr gefragt; hinzu kam seine Tätigkeit als Dirigent, Chorleiter und Banda-Leiter. Er war ein vielfach geehrtes Mitglied etlicher Akademien und Träger vieler Preise und Ehrentitel. Dennoch galt er persönlich als bescheiden, großzügig und von sehr zurückhaltendem Auftreten, allerdings auch als leicht reizbar. Sein musikalischer Stil „an der Schnittstelle zwischen Barock und Romantik“ wurzelte in dem typischen italienischen Belcanto des 19. Jahrhunderts, welcher nicht nur die zeitgenössische Unterhaltungsmusik, sondern auch Petralis geistliche Musik in der ersten Hälfte seiner Schaffenszeit prägte. Mit der beginnenden cäcilianischen Bewegung vollzog auch er die Hinwendung zu einem strengeren, kontrapunktischen Stil. Dabei fällt auf, dass sich dieser Stil mehr in den langsameren, meditativen Stücken findet, während schnellere Sätze eher im früheren Stil «feierlicher Fröhlichkeit» gehalten sind. Von dem gefälligen Stil vieler Kollegen, Opernhaftes oder anderweitig Populäres für die geistliche Musik zu verwenden, entfernte er sich immer mehr. Sein Stil war oft kühn und gewagt, manchmal auch merkwürdig. Nach dem ersten Kongress der cäcilianischen Bewegung in Italien 1880 wurde er ein überzeugter Vertreter dieser Richtung, was sich auch in den Kompositionen seiner letzten Jahre niederschlug. Seine Musik kann als frühes Bindeglied zwischen den italienischen Musikstilen angesehen werden. 
Auch im Orgelbau erkannte er die Notwendigkeit einer Reform der jahrelang üblichen Bauweise einer romantischen, am Orchesterklang orientierten Orgel, wobei ihm bewusst war, dass die Zeit für die Rückbesinnung auf die früheren klassischen Bauprinzipien in Italien noch nicht reif war. Bei der lebhaften Auseinandersetzung zwischen Traditionalisten und Reformern des Orgelbaus, die sich an dem Neubau der Firma Linghiardi in der Kathedrale von Pavia 1887 entzündete, hatte Petrali eine wichtige Vermittlerrolle zu spielen.

## Werke (Auswahl)
- Chor- und Vokalwerke
  - Oratorium Debora
  - Gloria Patri
  - Gloria
  - Laudate pueri
  - Domine ad adjuvandum
  - Offertorio
  - Consumazione
  - La Partenza per le Vacanze für vierstimmigen Chor, Streichquartett, zwei Klaviere und Orgel
  - Inno di Garibaldi (Hymne an Garibaldi)
  - eine große Anzahl weiterer, auch nicht-liturgischer Werke für Chor bzw. Soli und Orchester
- Bühnenwerke
  - Oper Manfredo di Napoli 1852, Libretto: Francesco Domenico Guerrazzi (1804–1873), keine Uraufführung, vernichtet
  - Oper Giorgio di Bary 1854, Uraufführung in Bergamo
  - Oper Anna di Valenza 1857/1858, keine Uraufführung, verschollen
  - Oper Maria de’ Griffi 1864, Uraufführung in Bergamo
  - Pantomime L’Alloggio Militare 1878, Uraufführung in Bergamo
- Orchesterwerke und Kammermusik
  - Minuetto per archi
  - Rimembranze Rossiniane (Erinnerungen an Rossini, Fantasie für Orchester und Orgel)
  - Quartetto per archi
  - Marcia
  - Sonata in re per violino e pianoforte
- Banda-Musik (Musik für städtische Blaskapellen)
  - Centomila franchi di rendita (Valzer)
  - Chi mi vuole? (Mazurka)
  - Come mi chiami? (Polka per Banda)
  - Foglie disperse (Valzer)
  - Il Postiglione di Brunn
  - Mascherata (Marcia)
  - Mazurka
  - Orobia (Marcia) (Marsch Die Bergamasker Alpen)
  - Saffo (Capriccio)
  - Scacciapensieri (Galoppo)
  - Spensieratezza (Galoppo composto e ridotto per banda dall’autore)
  - Triade (Polka)
  - Un Moto nel cuore (Mazurka)
  - zahlreiche Transkriptionen von Werken von Bellini, Donizetti, Verdi, Rossini, Petrella, Pedrotti, Gounod, Thomas, Meyerbeer, Weber, Flotow, Strauß und Beethoven
- Klavierwerke
  - Sonata a 4 Mani
  - Elegia in memoria del compianto amico Amilcare Ponchielli per pianoforte
  - Improvviso per pianoforte
  - Mazurka per pianoforte
  - Minuetto per pianoforte
  - Capriccio per pianoforte
  - Berceuse per pianoforte
  - Due Romanze senza parole
  - Gavotta per pianoforte
  - Bolero per pianoforte
  - Nebbie marine per pianoforte
  - Fantasia sopra motivi dell’opera Jone del Maestro Petrella per pianoforte
  - Fantasia per pianoforte sull’opera Ernani
  - Senza titolo (riduzione per pianoforte di Rezzonico)
- Orgelwerke
  - Messa Solenne (1888)
  - Messa Solenne Per Organo Solo, composta espressamente per la Solennità del Santo Natale
  - Tre Sonate
  - Tre Sonate per la Comunione
  - Tre Sonate per l’Offertorio
  - Quattro Sonate per il Vespero
  - Dieci Versetti sol minore
  - Dieci Versetti per Organo pieno di primi toni
  - Cinque Versetti ad Organo pieno per Magnificat
  - Cinque Preludi
  - Tre Ricercari servibili per l’Elevazione
  - Due Toccate
  - Quattro Adagi per l’Elevazione
  - Andante per l’Elevazione
  - Offertorio
  - Due Andante-Pastorale
  - Due piccoli ripieni per organo semplice
  - Adagio per Flauto
  - Adagio per Voce Umana
  - Allegretto per Clarinetto
  - Due pastorali
  - Sinfonia per Organo
  - Alleluja (nicht veröffentlicht)
  - Souvenir per Organo su motivi bachiani (verschollen)
  - 71 Studi per l’Organo moderno sulle norme proposte da Giambattista Castelli (3 Bände)
  - Esempi di Applicazione pratica (zu Giambattista Castelli: L’Organo Moderno)
- Didaktische Werke
  - Lezione prima della pulsazione del tasto (Auszug aus den Norme von Castelli)
  - 14 Bassi a tre parti
  - siehe auch Orgelwerke (71 Studi ... und Esempi di Applicazione ...)